# The Amazing Bud Powell
Albums de Bud Powell
Bud Powell Piano Solos
(1950) Bud Powell Piano Solos#2
(1950)
The Amazing Bud Powell est un album du pianiste de jazz Bud Powell paru en 1951 sur le label Blue Note. L'album est réalisé en deux sessions d'enregistrement, l'une en août 1949 l'autre en mai 1951. Lors de la première Powell enregistre à la fois en quintet avec Fats Navarro, Sonny Rollins, Tommy Potter et Roy Haynes et en trio avec Potter et Haynes. Dans la deuxième session, Powell forme un trio avec Curly Russell et Max Roach ou joue en solo.
L'album est remastérisé et réédité sur CD en 1989 avec quelques prises additionnelles. Cette version est également disponible avec la session de 1947 paru chez Roost sur le  coffret de 4 disques, The Complete Blue Note and Roost Recordings. L'album est à nouveau remastérisé en 2001 par Rudy Van Gelder et réédité pour les séries The RVG Edition de Blue Note avec une réorganisation et quelques ajouts.
L'album reçoit un très bon accueil. Le morceau le plus commenté de l'album est une composition du pianiste nommée Un Poco Loco (« un peu fou »), que la critique et les spécialistes ont reconnu pour son importance musicale et culturelle.

## Enregistrement
Lorsqu'il paraît en 1951 l'album The Amazing Bud Powell contient huit titres, enregistrés lors de deux séances aux WOR Studios situés à New York. La première a lieu le 8 aout 1949 où sont notamment interprétés les titres 3, 4, 7 et 8 et la seconde le 1er mai 1951 avec les titres 1, 2, 5 et 6

### Bud Powell's Modernists(1949)

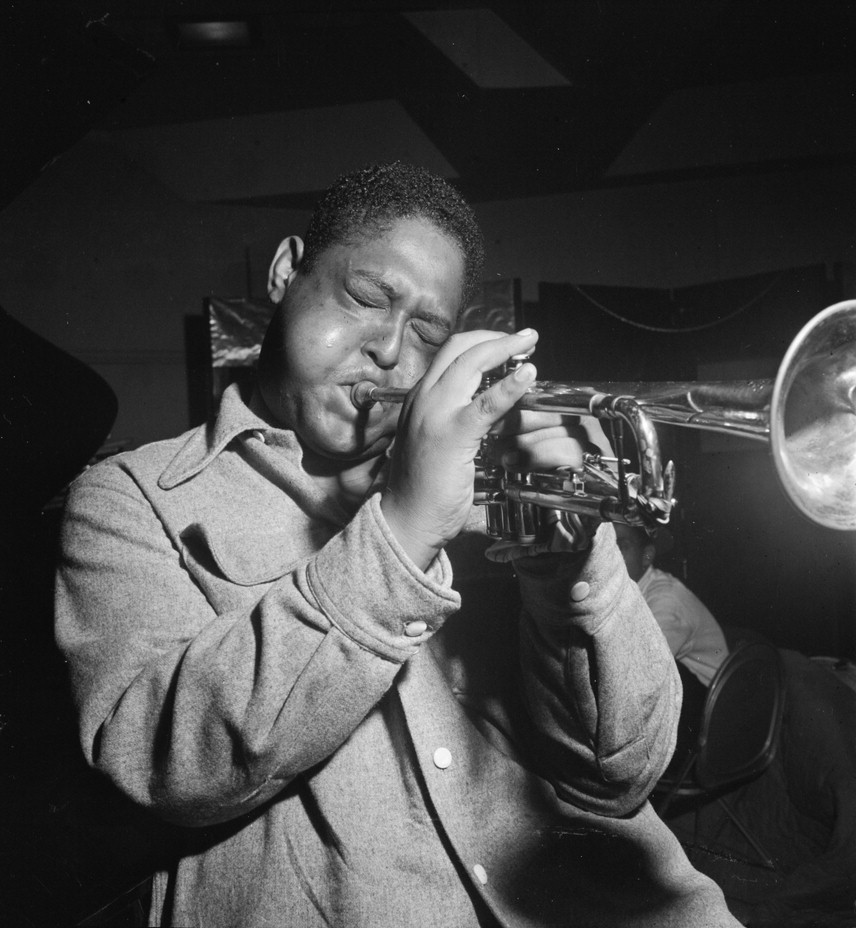
Fats Navarro. (photographie de William P. Gottlieb)

La première session est enregistrée en quintette par une formation nommée Bud Powell's Modernists comprenant le trompettiste Fats Navarro, le saxophoniste ténor Sonny Rollins, le bassiste Tommy Potter et le batteur Roy Haynes. C'est la troisième occasion pour le jeune pianiste de 24 ans d'enregistrer sous son propre nom, après un long séjour de 18 mois au sanatorium de Creedmore, où il a subi un traitement par électrochoc.
Fats Navarro et Sonny Rollins ont joué uniquement lors de l'enregistrement avec les Modernistes, qui réunit trois compositions de Bud Powell : Bouncing with Bud, Wail et Dance of the Infidels et une de Thelonious Monk, 52nd Street Theme. Deux autres morceaux sont enregistrés en trio avec Tommy Potter et Roy Haynes au cours de cette session : You Go to My Head, une ballade composée par John Frederick Coots et Haven Gillespie et Ornithology un classique du bebop écrit par Benny Harris et Charlie Parker.

### Bud Powell Trio(1951)
La deuxième session d'enregistrement de Bud Powell est l'une des meilleures réalisées après sa cure à l'hôpital. Alfred Lion raconte dans une interview avec Michael Cuscuna que l'état émotionnel de Powell était très fragile et indique que le pianiste disparait au début de la session pour réapparaître deux heures plus tard en disant : « Ok, Ok, nous sommes prêt, allons-y ! » et se lance dans la première prise du morceau Un Poco Loco.
La version de l'album rééditée plus tard chez Blue Note est l'une des premières parutions jazz comportant trois versions d'un titre, trois prises du morceau Un Poco Loco, chacune des trois versions était plus longue et plus complète que la précédente.
| Musicien      | Instrument      | Titre   |  | Équipe technique |                         |
| ------------- | --------------- | ------- |  | ---------------- | ----------------------- |
| Bud Powell    | piano           | 1 — 8   |  | Alfred Lion      | Producteur              |
| Fats Navarro  | trompette       | 4, 8    |  | Michael Cuscuna  | Producteur (réédition)  |
| Sonny Rollins | saxophone ténor | 4, 8    |  | Doug Hawkins     | Ingénieur du son        |
| Tommy Potter  | contrebasse     | 1 — 8   |  | Rudy van Gelder  | Ingénieur du son (2001) |
| Roy Haynes    | batterie        | 1 — 8   |  | Leonard Feather  | Liner notes             |
| Curly Russell | contrebasse     | 1, 5, 7 |  | Bob Blumenthal   | Liner notes (2001)      |
| Max Roach     | batterie        | 1, 5, 7 |  | Francis Wolff    | Photographie            |

## Éditions
L'album est publié en 1951 en disque vinyle LP de 10 pouces sur le label Blue Note. Le disque rassemble huit pistes (quatre issues de chaque session), qui avaient déjà été publié en simple 78 tours en 1949 et en 1951 : You Go To My Head / Ornithology (BN 1566), Bouncing With Bud / Wail (BN 1567), Over The Rainbow / A Night In Tunisia (BN 1576) et Un Poco Loco / It Could Happen To You (BN 1577).
| N° | Titre                  | Compositeur                      | Durée |
| -- | ---------------------- | -------------------------------- | ----- |
| 1. | Un Poco Loco           | Bud Powell                       | 4:42  |
| 2. | Over the Rainbow       | Harold Arlen, Yip Harburg        | 2:55  |
| 3. | Ornithology            | Benny Harris, Charlie Parker     | 2:20  |
| 4. | Wail                   | Bud Powell                       | 3:02  |
| 5. | A Night in Tunisia     | Dizzy Gillespie, Frank Paparelli | 4:12  |
| 6. | It Could Happen to You | Johnny Burke, Jimmy Van Heusen   | 3:12  |
| 7. | You Go to My Head      | J. Fred Coots, Haven Gillespie   | 3:11  |
| 8. | Bouncing with Bud      | Gil Fuller, Bud Powell           | 3:01  |

En 1955, l'album est réédité en disque vinyle LP de 12 pouces avec sept pistes supplémentaires  des deux sessions et les prises alternatives, une rareté à cette époque. Les morceaux You Go to My Head de la première session, Over the Rainbow et It Could Happen To You(prise principale) de la seconde sont transférés sur l'album The Amazing Bud Powell, Vol. 2, ce qui permet de distribuer les morceaux enregistrés lors des deux sessions sur deux volumes. Cette répartition des titres est maintenue pour la première version remastérisée en 1985, lorsque l'album est réédité en vinyle et en cassette.
L'album est remastérisé et publié sur CD en 1989. Cette fois-ci les pistes sont classés par ordre chronologique des sessions d'enregistrement, ce qui induit que A Night in Tunisia (les deux prises), It Could Happen to You (prise alternative) et Parisian Thoroughfare passent sur The Amazing Bud Powell, Vol. 2 et que les titres You Go to My Head, Ornithologie (prise alternative) et Over the Rainbow reviennent sur le Volume 1. Trois autres versions alternatives de la session de 1949 sont aussi ajoutées, clôturant la session sur ce volume. La session de 1951 est cependant à cheval sur les deux volumes.
En 2001, l'ingénieur Rudy Van Gelder remastérise l'album à partir des sources d'origine et l'album est réédité sous The RVG Edition series de Blue Note. Cette parution réunie finalement les deux sessions complètes sur un seul disque, avec le transfert de l'ensemble des enregistrements du Vol.2 de la deuxième session. La liste des titres est également modifiée de sorte que des prises alternatives sont regroupés après les prises principales de chaque session, en évitant de reproduire la répartition de 1989.
| Édition 1989 | Édition 1989                              | Édition 1989 |  | Édition 2001 | Édition 2001                    | Édition 2001 |
| N°           | Titre                                     | Durée        |  | N°           | Titre                           | Durée        |
| 1.           | Bouncing with Bud (prise1)                | 3:03         |  | 1.           | Bouncing with Bud               | 3:01         |
| 2.           | Bouncing with Bud (prise2)                | 3:12         |  | 2.           | Wail                            | 3:02         |
| 3.           | Bouncing with Bud                         | 3:01         |  | 3.           | Dance of the Infidels           | 2:50         |
| 4.           | Wail (prise alternative)                  | 2:38         |  | 4.           | 52nd Street Theme               | 2:45         |
| 5.           | Wail                                      | 3:02         |  | 5.           | You Go to My Head               | 3:11         |
| 6.           | Dance of the Infidels (prise alternative) | 2:52         |  | 6.           | Ornithology                     | 2:20         |
| 7.           | Dance of the Infidels                     | 2:50         |  | 7.           | Bouncing with Bud (prise1)      | 3:03         |
| 8.           | 52nd Street Theme                         | 2:45         |  | 8.           | Bouncing with Bud (prise2)      | 3:12         |
| 9.           | You Go to My Head                         | 3:11         |  | 9.           | Wail                            | 2:38         |
| 10.          | Ornithology                               | 2:20         |  | 10.          | Dance of the Infidels           | 2:46         |
| 11.          | Ornithology (prise alternative)           | 3:07         |  | 11.          | Ornithology (prise alternative) | 3:07         |
| 12.          | Un Poco Loco (prise1)                     | 3:46         |  | 12.          | Un Poco Loco                    | 4:42         |
| 13.          | Un Poco Loco (prise2)                     | 4:28         |  | 13.          | Over the Rainbow                | 2:55         |
| 14.          | Un Poco Loco                              | 4:42         |  | 14.          | A Night in Tunisia              | 4:12         |
| 15.          | Over the Rainbow                          | 2:55         |  | 15.          | It Could Happen to You          | 3:12         |
|              |                                           |              |  | 16.          | Parisian Thoroughfare           | 3:23         |
|              |                                           |              |  | 17.          | Un Poco Loco (prise1)           | 3:46         |
|              |                                           |              |  | 18.          | Un Poco Loco (prise2)           | 4:28         |
|              |                                           |              |  | 19.          | A Night in Tunisia              | 3:49         |
|              |                                           |              |  | 20.          | It Could Happen to You          | 2:22         |

## Réception
L'album est très bien coté dans la discographie de Powell et une critique sur All About Jazz le place « parmi les enregistrements les plus importants du pianiste » et par l'ouvrage The Complete Idiot's Guide to Jazz comme « une excellente introduction à ce pianiste impressionnant » (avec le deuxième volume de l'album). Le critique jazz Scott Yanow le décrit dans son livre Jazz on Record: The First Sixty Years. comme « plein de musique essentielle ». Dans son ouvrage Bebop: The Best Musicians and Recordings, Yanow identifie les meilleurs morceaux de la version rééditée de l'album comme étant Bouncing with Bud et 52nd Street Theme, Dance of the Infidels,  réalisés par le « sensationnel quintet » de 1949, ainsi que les « trois étonnantes versions de Un Poco Loco » du trio de 1951. L'auteur Barry Kernfeld dans The Blackwell Guide to Recorded Jazz mentionne à propos de ce titre que « les trois prises ... nous permettent d'entendre l'évolution d'un chef-d'œuvre » et il ajoute que « la prise principale d'origine est indéniablement la plus subtile des trois ».
Alors que le morceau Un Poco Loco est identifié comme musicalement très bon, les commentaires le mentionne également comme culturellement significatif. Selon l'auteur Guthrie Ramsey dans Race Music: Black Cultures from Bebop to Hip-Hop, bien que le jazz afro-cubain ait été introduit dans les années 1940 par des artistes tels que Dizzy Gillespie et Machito, Un Poco Loco est un marqueur important dans l'établissement de ce genre musical, puisqu'il révèle le « tournant afro-cubain mettant en place les conventions rhétoriques dans un domaine possible du Bebop ». Au-delà du style afro-cubain, l'auteur de ce livre détecte une influence musicale « panafricaine » dans les nombreuses répétitions du morceau, l'harmonie et le solo cyclique qui, bien que ce ne soit pas aussi marqué Afro-international que le titre A Night in Tunisia de Gillespie, « a certainement transmis une noirceur qui est devenue partie intégrante du langage des expressions ultérieures du jazz moderne. ». Le livre Jazz 101 indique que le jeu de Powell sur cette session de 1951 est « d'autant plus étonnant » dans son « niveau de créativité, et même d'authenticité » parce que peu de chose était connu à l'époque sur la musique africaine ou la façon dont la musique latine, excepté l'influence cubaine, pouvait être appliquée au jazz ». Selon Yanow, dans son ouvrage Afro-Cuban Jazz: The Essential Listening Companion, cette composition est la seule participation de Powell avec le Jazz Afro-Cubain.